# Пуэрто-Эскондидо (международный аэропорт)
Международный аэропорт Пуэрто-Эскондидо (исп. Puerto Escondido International Airport) (ИАТА: PXM, ИКАО: MMPS) — аэропорт, расположенный в Пуэрто-Эскондидо, Оахака. Он обслуживает внутренние и международные рейсы в Пуэрто-Эскондидо и регионе Коста штата Оахака на тихоокеанском побережье Мексики. Первоначально аэропорт находился в ведении Aeropuertos y Servicios Auxiliares, корпорации, принадлежащей федеральному правительству. В 2023 году управление было передано компании Aeropuertos Mexicanos, партнёру государственно-частного предприятия Grupo Aeroportuario Turístico Mexicano.
Аэропорт обслуживает семь внутренних направлений, а также поддерживает различные виды туристической деятельности, лётную подготовку, бизнес-авиацию и авиацию общего назначения. Аэропорт является одним из самых быстрорастущих в стране, в первую очередь благодаря высокой популярности Пуэрто-Эскондидо как туристического направления. В 2024 году аэропорт обслужил 850 142 пассажира, что вдвое больше, чем в 2019 году.

## Конструкция
Аэропорт расположен на высоте 88 метров над средним уровнем моря и занимает площадь 125 гектаров. Он имеет одну взлётно-посадочную полосу 09/27 с асфальтовым покрытием размером 2300 на 45 метров. В аэропорту есть три площадки для приёма узкофюзеляжных самолётов, таких как Boeing 737 и Airbus A320. В одноэтажном пассажирском терминале есть небольшие зоны для вылетающих и прибывающих пассажиров, парковка, пункты проката автомобилей и небольшие магазины. Официальное время работы — с 7:00 до 19:00. В настоящее время на юго-западной стороне аэропорта, рядом с существующим перроном, строится новый терминал.

## Маршруты
| Компания                | Рейсы |
| ----------------------- | --- |
| Aeroméxico              | Международный аэропорт имени Бенито Хуареса |
| Aeroméxico Connect      | Международный аэропорт имени Бенито Хуареса |
| Aerotucán               | Международный аэропорт Оахака |
| Aerovega                | Международный аэропорт Оахака |
| Air Canada Rouge        | Сезонный: Международный аэропорт Торонто (начнётся 17 декабря) |
| American Eagle Airlines | Международный аэропорт Даллас/Форт-Уэрт (начнётся 3 декабря) |
| United Express          | Хьюстон Интерконтинентал |
| VivaAerobus             | Международный аэропорт Гвадалахары, Международный аэропорт имени Бенито Хуареса, Международный аэропорт имени Фелипе Анджелеса Сезонный: Международный аэропорт Монтеррей |
| Volaris                 | Международный аэропорт Гвадалахары, Международный аэропорт имени Бенито Хуареса                                                                                           |

## Статистика

### Самые загруженные маршруты
| Место | Пункт назначения                              | Пассажиры | Рейтинг | Авиакомпания                             |
| ----- | --------------------------------------------- | --------- | ------- | ---------------------------------------- |
| 1     | Международный аэропорт имени Бенито Хуареса   | 341 715   | ↔       | Aeroméxico Connect, VivaAerobus, Volaris |
| 2     | Международный аэропорт имени Фелипе Анджелеса | 51 840    | ↑ 1     | VivaAerobus, Volaris                     |
| 3     | Международный аэропорт Гвадалахары            | 27 327    | ↓ 1     | Volaris                                  |
| 4     | Международный аэропорт Монтеррей              | 16 805    | новый   | VivaAerobus, Volaris                     |
| 5     | Международный аэропорт Тихуана                | 13 409    | ↓ 1     | Volaris                                  |

## Инциденты
11 февраля 2024 года Cessna 208B Grand Caravan (модификация Blackhawk XP42) совершила вынужденную посадку на пляже сразу после взлёта с взлётно-посадочной полосы аэропорта Пуэрто-Эскондидо. Один человек на пляже погиб при столкновении с самолётом, несколько пассажиров получили ранения.